# Міжнародні природні ресурси
Міжнародні природні ресурси — сукупність універсальних загальнолюдських природних багатств, що включають живі і неживі ресурси відкритого моря (за межами 200-мильної економічної зони), природні багатства  Антарктиди, земель і островів в районі дії Міжнародного договору про Антарктиду, природні компоненти космічного простору і небесних тіл, а також атмосферне повітря.
Носіями прав і обов'язків, відносно досліджень і використання міжнародного природного середовища, є передусім суверенні держави і міжурядові організації, іноді — фізичні і юридичні особи (напр., при експлуатації ресурсів Світового океану). Сучасним умовам природокористування у відкритому морі відповідає погляд на його природні багатства як на міжнародне природне надбання (англ. Res naturae internationalis), що повністю суперечить старим поглядам, розцінюючим М.п.р. як нічийні (англ. Res naturae nullius) або загальні (англ. Res naturae communis).

## Res naturae nullius
Ставлення до морських тварин, мешкаючих поза межами територіальних вод, що переважало аж до початку ХХ ст. Вважалося, що вони можуть бути використані усіма, що їх запаси невичерпні і достатні для усіх. Апріорна концепція нічийних природних ресурсів була викладена в XVII ст. відомим голландським юристом Гуго Грецієм у книзі «Mare liberum», а згодом (1907) — австрійським юристом Францем Лістом. Панування такої концепції пояснюється тим, що до початку XX ст. явного виснаження міжнародних природних ресурсів ще не спостерігалося.